# サムシング・オーフル・フォーラム
サムシング・オーフル・フォーラム（Something Awful Forums、省略形SA Forums）は、アメリカのユーモアサイト「サムシング・オーフル」 (Something Awful) の電子掲示板サイト。利用者は約6万人。英語圏最大の匿名掲示板群「4chan」は、ここの利用者であったクリストファー・プールにより、日本の画像掲示板群「ふたば☆ちゃんねる」と「サムシング・オーフル」の副次的存在として始められた。

## 概要
サムシング・オーフルは、インターネットカルチャーとシニカルなユーモアに焦点を当てたウェブサイトである。1999年にリチャード・キャンカによって開設された。
このウェブサイトは、いくつかのインターネット・ミームの最初の発祥地となった。たとえば4chanでも親しまれている「スレンダーマン」は、このサイトが初出である。また、このサイトは真面目な話題からくだらない話題まで幅広いトピックを議論できる登録制のフォーラムを特徴としており、ネット文化における「皮肉や風刺のハブサイト」とも評されている。
2003年、サムシング・オーフルにあったアニメ掲示板「アニメ・デス・触手・レイプ・娼婦」（Anime Death Tentacle Rape Whorehouse、ADTRW）の支部として「ふたば☆ちゃんねる」のソースコードをもとにした画像掲示板「4chan」（よつばちゃん）が開設された。4chanはサムシング・オーフルよりも自由なコミュニティを標榜し、ミームと匿名性を大きな特徴としている。
現在、4chanはアクセス数と利用者の数でサムシング・オーフルをはるかに超えており、世界最大の画像掲示板サイトとなっている。